# Steve Valentine
Steve Valentine, född 26 oktober 1966 i Bishopbriggs, är en skotsk skådespelare, musiker och trollkarl. Han är mest känd för rollen som Derek Jupiter i I'm in the Band.